# District de Kingston
Le district de Kingston (District of Kingston) est une zone d'administration locale située au centre de la Limestone Coast en Australie-Méridionale en Australie. 

## Localités
La principale localité du district est Kingston SE. Les autres sont : Blackford, Bowaka, Cape Jaffa, Keilira, Kingston SE, Marcollat, Mount Benson, Port Caroline, Reedy Creek, Rosetown, Taratap, Tilley Swamp et Wangolina.